# Огней так много золотых (памятник)
Скульптурная композиция «Огней так много золотых» установлена в Саратове на проспекте Столыпина во Фрунзенском районе города рядом с гостиницей «Волга» и Домом книги.

## История
Памятник Композиция представляет собой бронзовую статую юноши, ожидающего с цветами свою возлюбленную, и символизирует холостых парней из песни «Огней так много золотых на улицах Саратова», являющейся неофициальным гимном города. Рядом с памятником стоит фонарь с часами, каждые 15 минут играющими мотив этой песни.
Памятник был установлен 14 августа 2009 г. Спонсором установки выступила компания «МегаФон» в честь 10-летия работы на рынке связи и как подарок саратовцам на День города.
Автором памятника выступил саратовский скульптор Николай Бунин.
За несколько лет скульптурная композиция «обросла» легендами и стала настоящим символом города. Например, появилось поверье, что девушка, сфотографировавшись со скульптурой «Холостого парня», в скором времени счастливо выйдет замуж.